# Paul Voss (Designer)
 Paul Voß (* 26. April 1894 in Wald/Rheinland; † 30. Mai 1976 ebenda) war ein deutscher Industriedesigner, international bekannt für seine anspruchsvollen Essbestecke.

## Leben und Werk
Paul Voß war gelernter Graveur. Berufliche Pläne wurden durch den Tod eines Freundes und Geschäftspartners in den letzten Tagen des Ersten Weltkrieges vereitelt. Nach dem Krieg betrieb er daher für einige Jahre die Firma Herweg & Voß, die Elfenbeinschnitzereien im Hintergebäude seines Elternhauses herstellte. Vermutlich erweckte ein Geschäftsbesuch in den USA im Jahre 1923 den Wunsch nach Auswanderung. Er heiratete 1925 seine Ehefrau Johanne (geb. Havemann) und arbeitete in ihrer Begleitung 1926 für ein Jahr in den USA, kehrte jedoch aus familiären Gründen nach Deutschland zurück und wurde Gewerbeschullehrer und Leiter der kunsthandwerklichen Abteilung der Solinger Fachschule für Metallgestaltung. Hier machte er u. a. die Bekanntschaft von Carl Pott, der ein Schüler von ihm war. Paul Voß unterrichtete Carl Pott nach den gestalterischen Leitlinien des Bauhauses und den Zielen und Gedanken des Deutschen Werkbundes.
Paul Voß war kein gelernter Designer und es ist fraglich, ob er diesen Begriff auf sich selbst angewendet hätte. Sein Auswanderungsversuch war zwar gescheitert, seine Lebensaufgabe hatte er aber nun in seiner Tätigkeit als Lehrer in der Fachschule in Solingen gefunden, in der er fast vollständig aufging. Seine zweite Leidenschaft galt der privaten Anfertigung von Goldschmiedearbeiten, die er auch nach seiner Pensionierung im Jahre 1959 bis ins hohe Alter ausübte. Obwohl er über keinerlei akademische Ausbildung verfügte, brachte er es bis zum Studienrat. Paul Voß war von seinen ehemaligen Schülern hoch geachtet und hielt auch während seines Ruhestandes mit vielen von ihnen engen Kontakt, u. a. auch mit Carl Pott.
Paul Voß entwarf nach dem Zweiten Weltkrieg Essbestecke, darunter im Jahr 1951 ein berühmtes Besteck aus Chromnickelstahl für die Besteck-Manufaktur C. Hugo Pott. Dieses Besteck „Modell 20“ war Anfang der 1950er Jahre eine Revolution. Es stellte in seiner Ausführung mit kurzen Klingen, kurzen Gabelschliffen und einer kleinen ovalen Löffelform eine neue Generation von Essbestecken dar. Im Jahr 1964 wurde das Besteck „Modell 20“ auf der documenta III in Kassel in der Abteilung Industrial Design gezeigt und Anfang der 1970er Jahre in die ständige Sammlung des Museum of Modern Art in New York City aufgenommen.
Das Besteck „Modell 20“ und die Arbeiten von Paul Voß wurden mit zahlreichen Preisen ausgezeichnet. Dazu gehörten unter anderem die Goldmedaillen auf der X. Triennale in Mailand im Jahr 1954 und auf der Weltausstellung 1958 in Brüssel.
Paul Voß verbrachte – mit Ausnahme des Kriegsdienstes im Ersten Weltkrieg und der Episode in den USA – sein gesamtes Leben in seinem Elternhaus in Wald (heute: Solingen-Wald), Gartenstr. (heute: Schubertstr.).